# Primary van New Hampshire
De primary van New Hampshire is een van een reeks voorverkiezingen in de staten van de Verenigde Staten, waarbij kiezers voor de twee grote partijen kiezen wie hun presidentskandidaat wordt bij de Amerikaanse presidentsverkiezingen. Sinds 1952 is de primary van New Hampshire een soort proeftuin voor presidentskandidaten en sinds 1972 speelt hij een cruciale rol als een van de eerste twee voorverkiezingen van het seizoen, na de caucus van Iowa.
Hoewel New Hampshire slechts een klein aantal afgevaardigden stuurt naar de partijconventies, hebben de kiezers een buitengewoon grote impact op het verdere verloop van de verkiezingen. De voorverkiezingen van Iowa en New Hampshire worden namelijk zeer uitgebreid verslagen door de media en krijgen daarom ook veel aandacht van de kandidaten en hun campagneteams. Een overwinning of een onverwacht goed resultaat in New Hampshire kan ervoor zorgen dat een kandidaat ook in de daaropvolgende voorverkiezingen goed presteert. Wie zich niet kan onderscheiden in deze early states, krijgt het vaak moeilijk later.
De kiezers van New Hampshire kiezen voor een Democratische en Republikeinse presidentskandidaat in een zogenaamd open primary. Dat wil zeggen dat in de Democratische primary niet enkel geregistreerde Democraten mogen stemmen, maar ook onafhankelijke kiezers. Hetzelfde geldt voor de Republikeinse primary. New Hampshire telt bovendien een groot aandeel onafhankelijke kiezers – zo'n 40% – waardoor de uitslag in de staat gezien wordt als een graadmeter hoe goed een kandidaat kiezers zonder partijvoorkeur kan overtuigen.
Bij de Democraten werd de verkiezing in bijvoorbeeld 2000 (Al Gore) en 2004 (John Kerry) gewonnen door de uiteindelijke genomineerde, hoewel beiden de algemene verkiezing verloren. In 1992 (Paul Tsongas, niet Bill Clinton), 2008 (Hillary Clinton, niet Barack Obama) en 2016 (Bernie Sanders, niet Hillary Clinton) won een andere kandidaat dan de uiteindelijke genomineerde. Bij de Republikeinen koos men in New Hampshire in bijvoorbeeld 1988 (George H.W. Bush), 2008 (John McCain), 2012 (Mitt Romney) en 2016 (Donald Trump) de uiteindelijke genomineerde.